# Němčice nad Hanou
Němčice nad Hanou település Csehországban, a Prostějovi járásban. Němčice nad Hanou Nezamyslice, Měrovice nad Hanou, Pivín, Víceměřice, Mořice, Vrchoslavice és Hruška településekkel határos. Lakosainak száma 1932 fő (2024. január 1.).

## Népesség
A település lakosságának változását az alábbi diagram mutatja:
| Lakosok száma | 1087 | 1373 | 1853 | 2094 | 2221 | 1996 | 1979 | 1999 | 1854 | 1932 |
|               | 1869 | 1900 | 1921 | 1961 | 1980 | 2011 | 2016 | 2019 | 2021 | 2024 |